# 聖胡安德庫特爾沃區
6°10′27″S 78°35′55″W / 6.1742°S 78.5986°W
聖胡安德庫特爾沃區（西班牙語：Distrito de San Juan de Cutervo），是秘魯的一個區，位於該國北部卡哈馬卡大區的庫特爾沃省，始建於1960年8月8日，面積60.9平方公里，海拔高度2,070米，2005年人口2,371，人口密度每平方公里39人。